# Bartholomew de Badlesmere, 1. Baron Badlesmere

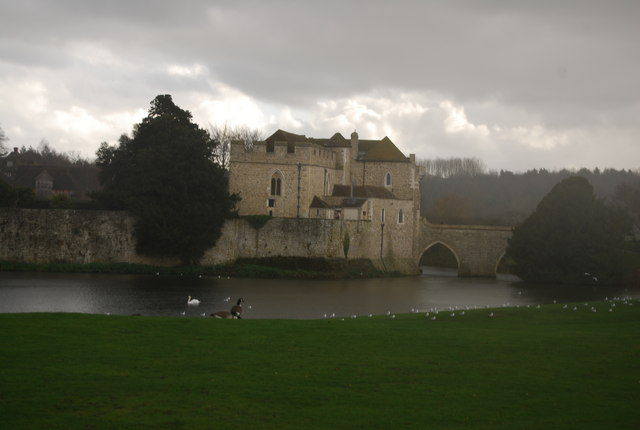
Das Torhaus von Leeds Castle, dem Sitz von Bartholomew de Badlesmere, von wo 1321 das Gefolge von Königin Isabella beschossen wurde

Bartholomew de Badlesmere, 1. Baron Badlesmere (auch Bartholomew Badlesmere; * um  1275; † 14. April 1322 bei Canterbury) war ein englischer Adliger, Militär und Rebell.

## Herkunft
Bartholomew de Badlesmere war ein Sohn von Guncelin de Badlesmere aus Badlesmere in Kent, und von Joan FitzBernard. Sein Vater war Knight Banneret und von 1274 bis 1281 Justiciar von Chester sowie ein Günstling von König Eduard I. gewesen.

## Militärische Karriere
Badlesmere diente während des Französisch-Englischen Kriegs 1294 im königlichen Heer in der Gascogne und 1297 in Flandern. In den Schottischen Unabhängigkeitskriegen nahm er 1298 an der Schlacht bei Falkirk teil, und auch 1303 und 1304 diente er in Schottland und Frankreich. 1299 war er ein Ritter des königlichen Haushalts und im folgenden Jahr gehörte er Gefolge des Earl of Lincoln. Nach dem Tod seines Vaters 1301 erbte er dessen Besitzungen, darunter umfangreichen Grundbesitz in Kent. 1307 war er Abgeordneter für Kent im Carlisle Parliament. Er hatte sehr gute Verbindungen zu Gilbert de Clare, 4. Earl of Gloucester, dem Lehnsherrn seiner Besitzungen in Kent. Vor dem 30. Juni 1308 heiratete er dessen Cousine Margaret de Clare, die Witwe von Gilbert de Umfraville, einem Sohn des Earl of Angus und jüngste Tochter von Thomas de Clare, Lord of Thomond und von Juliana FitzMaurice. Daneben hatte er gute Kontakte zu Robert de Clifford, mit dem er in Schottland gekämpft hatte.

## Aufstieg vom Landadel zum Peer
Nach der Thronbesteigung von König Eduard II. wurde er im August 1307 Constable von Bristol Castle und erhielt zahlreiche Gunstbeweise des jungen Königs. Am 26. Oktober 1309 wurde er als Baron Badlesmere als erblicher Baron by writ Mitglied des Parlaments. Nur während der langanhaltenden Krise zwischen 1310 und 1312, als eine Adelsopposition die Verbannung des königlichen Günstlings Piers Gaveston forderte, schwankte seine Loyalität dem König gegenüber. Er gehörte im März 1310 zu den Baronen, die vom König eine Reform seiner Herrschaft forderten, und 1312 wurde er vom König aufgefordert, Bristol Castle zu übergeben. Nach Gavestons Hinrichtung im Juni 1312 schloss er sich jedoch wieder dem König an und wurde mit der Belehnung von Chilham Castle in Kent belohnt.
Als Führer des Aufgebots des Earl of Gloucester wurde ihm jedoch nach der Niederlage von Bannockburn 1314 vorgeworfen, seinen Lehnsherrn schändlich im Stich gelassen zu haben, der alleine im Kampf gegen die Schotten gefallen war, obwohl er 500 Ritter und Soldaten in die Schlacht geführt hatte. Trotz dieser belastenden Vorwürfe verlor Badlesmere nicht die Gunst des Königs und wurde zu einem seiner wichtigsten Ratgeber und Kommandeure, dem auch wieder die Verwaltung von Bristol Castle übertragen wurde. Nach dem Tod des Earl of Gloucester verwaltete er zunächst bis 1315 dessen südwalisische Herrschaft Glamorgan. Zusammen mit Aymer de Valence, 2. Earl of Pembroke führte er 1315 einen Feldzug nach Nordengland. 1316 spielte er eine wichtige Rolle bei der Niederschlagung der Rebellion des Walisers Llywelyn Bren in Glamorgan. Gegen Badlesmere selbst kam es zu einer Revolte der Bürger von Bristol, die über seine Amtsführung als Constable von Bristol Castle unzufrieden waren. Im Herbst 1316 reiste Badlesmere zusammen mit Pembroke im Auftrag des Königs nach Avignon mit dem Ziel, vom Papst die Aufhebung der Ordinances, der Auflagen der Adelsopposition, zu erlangen.

## Vermittler zwischen Adelsopposition und König
Um diese Zeit verschärfte sich die Gegnerschaft zwischen dem König und der vom Earl of Lancaster, dem Cousin des Königs, geführten Adelsopposition. Der König hatte sich mit einer Gruppe von Günstlingen umgeben, zu denen vor allem Hugh le Despenser, Hugh de Audley und Roger Damory gehörten und die starken Einfluss auf ihn hatten. In dieser Krise gehörte Badlesmere zu den gemäßigten Höflingen. Zusammen mit Pembroke versuchte er 1317 den gierigsten der Günstlinge, Roger Damory, zurückzuweisen, um Lancaster zu besänftigen. Im von ihm mit Lancaster ausgehandelten Vertrag von Leake erreichte er 1318 sogar eine Verständigung zwischen Lancaster und Damory. Badlesmere arrangierte sich jedoch auch mit Despenser, der eine der Schwestern des Earl of Gloucester geheiratet hatte und ab Oktober 1318 als Chamberlain of the Household noch größeren Einfluss auf den König erhielt. Als Badlesmere dazu im November 1318 zum Steward of the Household erhoben wurde, empfand Lancaster dies als Brüskierung. Lancaster war als Earl of Leicester auch erblicher Hereditary Steward of England, so dass er das Recht beanspruchte, den Steward of the Household zu ernennen, und Badlesmere sei als Unterstützer seines Feindes Despenser kaum seine Wahl gewesen.
Badlesmere gehörte weiterhin zur engen Umgebung des Königs und diente ihm als Ratgeber und Diplomat, besonders als Unterhändler mit den Schotten. Im März 1320 sandte ihn der König zunächst mit Edmund of Woodstock als Gesandten nach Paris und erneut zum Papst nach Avignon. Dort erreichte er, dass sein Neffe Henry Burghersh zum Bischof von Lincoln ernannt wurde. Anschließend war er zusammen mit dem älteren Despenser in der Gascogne, um die dortige englische Verwaltung zu überwachen. Zum Dank für seine Dienste hatte ihn der König 1317 mit Leeds Castle belehnt.

## Vom Höfling zum Rebell
Als Badlesmere im Juni 1321 im Auftrag des Königs zu einem Treffen der Anhänger Lancasters nach Sherburn in Yorkshire reiste, schloss er sich trotz seiner Gegnerschaft zu Lancaster den Rebellen an. Bei diesem drastischen Schritt wurde er vermutlich durch seine Tochter Elizabeth beeinflusst, die 1316 einen Sohn von Roger Mortimer of Wigmore, einem Angehörigen der Adelsopposition, geheiratet hatte. Wahrscheinlich verfasste Badlesmere eine teils fiktive Anklageschrift gegen Despenser, mit der die Rebellen ihn vor dem Parlament im August 1321 als Feind des Königs darstellen wollten. Die Anklagepunkte waren zwar eindeutig überzogen, dennoch musste der König unter dem Druck der Barone einer Verbannung der Despensers zustimmen.

## Die Belagerung von Leeds Castle
Daraufhin richtete sich im Herbst 1321 der erste königliche Gegenangriff gegen Badlesmeres Besitzungen in Kent, die von Besitzungen loyaler Barone umgeben waren und von den anderen Stützpunkten der Rebellen isoliert lagen. Am 26. September befahl der König Badlesmere, das von ihm verwaltete Tonbridge Castle zu übergeben. Badlesmere verweigerte dies und verstärkte die Besatzung seines Hauptsitzes Leeds Castle. Dann machte er eine kurze Wallfahrt nach Canterbury zum Schrein von Thomas Becket, dem berühmten Gegner der königlichen Tyrannei, und flüchtete dann nach Oxford, wohin sich die Rebellen zurückgezogen hatten. Eduard II. begab sich nun selbst nach Kent. Er sandte zunächst seine Königin Isabella nach Leeds Castle, damit sie dort Einlass erhielt und die Burg so ohne Belagerung übernehmen könne. Badlesmeres Frau Margaret verschloss gemäß den Anweisungen ihres Mannes das Burgtor und die Garnison der Burg tötete in einem Geplänkel einige Gefolgsleute der Königin, als sich diese Zugang zur Burg verschaffen wollten. Der König hatte nun den Vorwand zum Beginn des Bürgerkriegs, und die zweite Phase des sogenannten Despenser War begann. Am 17. Oktober 1321 begann der König mit der Belagerung von Leeds Castle, das am 31. Oktober erobert wurde. Der König ließ Badlesmeres Constable Walter Culpeper und die Garnison hinrichten, während seine Familie in den Tower of London gebracht wurde. Auch die anderen Besitzungen von Badlesmere in Kent waren bis zum 28. Oktober von königlichen Truppen besetzt worden.

## Flucht und Tod
Badlesmeres Versuche, die Rebellen zu einem Entsatz von Leeds Castle zu bewegen, waren erfolglos geblieben, vor allem weil sich Lancaster wegen seiner persönlichen Fehde mit ihm weigerte, ihn zu unterstützen. Durch diesen inneren Streit und durch mangelnde Führung war die Adelsopposition erheblich geschwächt. In einem raschen Feldzug konnte der König zunächst die Mortimers in den Welsh Marches unterwerfen, ehe er sich nach Norden wandte, um die Truppen Lancasters zu besiegen. Als Feind des Königs musste Badlesmere bei Lancaster bleiben, der versuchte, nach Nordengland zu fliehen. Am 16. März 1322 wurden Lancasters Truppen in der Schlacht bei Boroughbridge entscheidend geschlagen. Badlesmere konnte nach der Niederlage zunächst entkommen, wurde dann jedoch in Stow Park, einem Haus seines Neffen, Bischof Burghersh gefangen genommen. Er wurde nach Canterbury gebracht, wegen Hochverrats verurteilt und grausam hingerichtet. Als Verräter wurde er von einem Pferd weit vor die Stadt bis nach Blean geschleift, dort gehängt und anschließend enthauptet.
Badlesmeres Besitzungen wurden vom König beschlagnahmt. Über die irischen Besitzungen in Thomond, die Badlesmere noch 1321 nach dem Tod von Thomas de Clare, dem einzigen Sohn von Richard de Clare, dem Bruder seiner Frau, geerbt hatte, konnte der König seine Oberherrschaft jedoch nicht durchsetzen. Das Gebiet geriet unter irische Kontrolle und wurde erst 1543 wieder für die Engländer erobert. Badlesmeres Frau und seine Töchter kamen vermutlich Ende 1322 frei, seine Frau zog sich in ein Minoritenkloster bei London zurück. Sein Sohn Giles blieb vermutlich bis zum Sturz von Eduard II. und der Despensers in Gefangenschaft, bis er wieder freikam und einen Großteil der Besitzungen seines Vaters zurückerlangen konnte. 1328 erhielt er als 2. Baron Badlesmere den Titel seines Vaters zurück.
Bartholomew de Badlesmere war vom Landadligen zum Peer aufgestiegen und hatte im Laufe seines Lebens einen umfangreichen Besitz erworben. Dass er trotz seiner Fähigkeiten als Verwalter und Militär als älterer Mann als Verräter endete, belegt das politische Versagen von König Eduard II.

## Nachkommen
Mit seiner Frau Margaret de Clare hatte Badlesmere fünf Kinder:
- Margery de Badlesmere (1306–1363), ⚭ (1) William de Ros, 2. Baron de Ros, ⚭ (2) Thomas de Arundel
- Maud de Badlesmere (1310–1366), ⚭ (1) Robert FitzPayn, ⚭ (2) John de Vere, 7. Earl of Oxford
- Elizabeth de Badlesmere (1313–1356), ⚭ (1) Edmund Mortimer, 1. Baron Mortimer, ⚭ (2) William de Bohun, 1. Earl of Northampton
- Giles de Badlesmere, 2. Baron Badlesmere (1314–1338) ⚭ Elizabeth de Grandison
- Margaret de Badlesmere